# Heptagenia adaequata
Heptagenia adaequata är en dagsländeart som beskrevs av Mcdunnough 1924. Heptagenia adaequata ingår i släktet Heptagenia och familjen forsdagsländor. Inga underarter finns listade i Catalogue of Life.